# När en vacker tanke blir en sång
När en vacker tanke blir en sång släpptes 1971 och är det fjärde soloalbumet av den svenska popsångerskan Agnetha Fältskog. Hon har skrivit alla sånger själv utom den sista "Dröm är dröm, och saga saga". "Dröm är dröm, och saga saga" sjunger hon ihop med Anni-Frid Lyngstad, Benny Andersson och Björn Ulvaeus. Albumet återlanserades 1974 med namnet "Agnetha". Albumet återutgavs 2004 till CD, på skivmärket Sony.

## Låtlista
1. "Många gånger än"
2. "Jag vill att du skall bli lycklig"
3. "Kungens vaktparad"
4. "Mitt sommarland"
5. "Nya ord"
6. "Jag skall inte fälla några tårar"
7. "Då finns du hos mig"
8. "Han lämnar mig för att komma till dig"
9. "Kanske var min kind lite het"
10. "Sången föder dig tillbaka"
11. "Tågen kan gå igen"
12. "Dröm är dröm, och saga saga"

### Fotnoter
1. ↑  ”När en vacker tanke blir en sång”. Svensk meidedatabas. 25 februari 1971. https://smdb.kb.se/catalog/id/002041492. Läst 5 november 2017.
2. ↑  ”När en vacker tanke blir en sång”. Svensk meidedatabas. 25 februari 1971. https://smdb.kb.se/catalog/id/001447608. Läst 5 november 2017.